# Volkswagen Golf
A Volkswagen Golf egy alsó középkategóriás autó, amelyet a német Volkswagen gyárt 1974 óta. Összesen 8 generációja van. Az egyik legelterjedtebb családi autó.
Elektromos utódtípusa a Volkswagen ID.3.

## Története

### A név eredete
A Volkswagen cég a Bogár utáni korszakában, az 1970-es évek elején több modellel jelentkezett. Ezek közül néhány modellt (Passat, Scirocco) szelekről, míg másokat sportágakról, sporttal kapcsolatos fogalmakról (Derby, Polo, Golf) neveztek el. A Golf elnevezés eredetére elterjedt elmélet még az is, hogy a Golf-áramlatról kapta a típusjelölést, hasonlóan más időjárási jelenségről elnevezett modellekhez, de ennek a valószínűsége kicsi, amit bizonyít, hogy bizonyos Golf típusváltozatok sebességváltó gombjai – utalva a sportágra – golflabdára emlékeztető kialakítást kaptak.
| Modell       | bevezetés éve | gyártott db | ár (Németo.) | ár (USA)        |
| ------------ | ------------- | ----------- | ------------ | --------------- |
| VW Golf I    | 1974          | 6.780.050   | 7.995 DM     | 3.330 $ (1975)  |
| VW Golf II   | 1983          | 6.301.000   | 13.490 DM    | 7.310 $ (1985)  |
| VW Golf III  | 1991          | 4.805.900   | 19.975 DM    | 11,600 $ (1993) |
| VW Golf IV   | 1997          | 4.300.000   | 25.700 DM    | 13,495 $ (1998) |
| VW Golf V    | 2003          | 2.563.332   | 15.220 €     |                 |
| VW Golf VI   | 2008          | ~2,85 M     | 16.500 €     | 17,620 $ (2010) |
| VW Golf VII  | 2012          | ~6,30 M     | 16.975 €     | 17,995 $ (2015) |
| VW Golf VIII | 2019          |             | 19.995 €     | 29,545 $ (2022) |

A tízmilliomodik Golf 1988 június 8-án készült el. 1986-ban Wolfsburg, Brüsszel, Puebla (Mexikó), Uitenhage (jelenleg Kariega, Dél-Afrika), Westmoreland (USA) és Szarajevó  telephelyein gyártották.  A 30 milliomodik 2013-ban készült el. A magyarországi értékesítés lénygében a Golf 3 generációval kezdődött az 1990-es évek első felében. 2001-ben a Golf 4 alapmodell ára 2 990 000 Ft volt. A Golf 5 háromajtós alapváltozatának 2004-ben 3 499 000 Ft volt a bevezető ára, a Golf 6 alap ötajtós 1,4 TSI 2009-ben pedig 4 714 600 forintba került. 2012-ben a Golf 7 alapára (1.2 TSI, 85 LE motorral) 4 299 180 forint, míg a 8. generáció 2020 tavaszán 7,6 millió forintos áron debütált Magyarországon.

## Az első generáció (MK1/A1, Type 17;1974–1983)

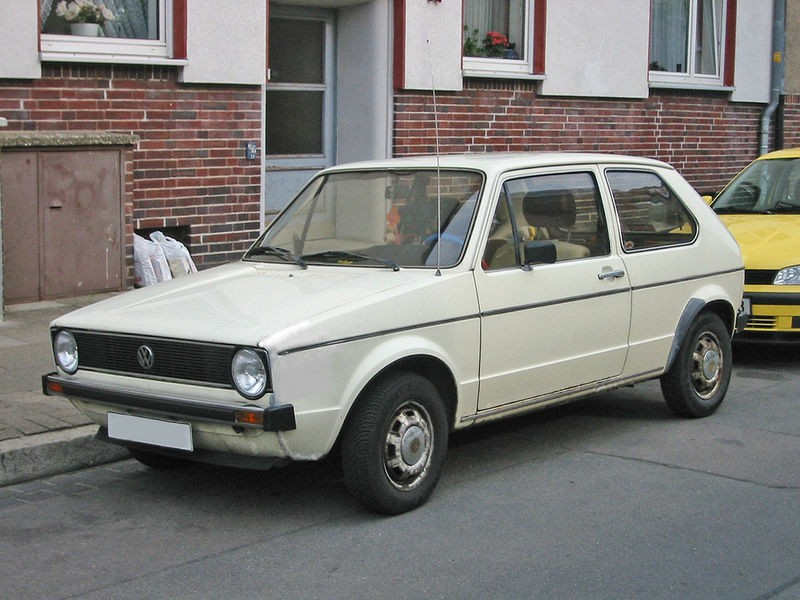
Volkswagen Golf I 1974–1983

A 70-es évek elején a bogár népszerűsége folyamatosan csökkent, mert akkoriban a versenytársakhoz képest már elavult technikának számított. Ezek mellett az akkor dúló gazdasági válság idején alacsony fogyasztású modellre volt szükség. Ezért a Volkswagen megvásárolta a Trabant 603 terveit, mérnökei pedig ebből megalkották az első Golfot. Előbb a prototípus keszült el EA 276 néven, de a leendő Golf műszaki megoldásai már előrevetítették, hogy a végleges kocsi másmilyen lesz. Kezdetben 1,1 literes 50 lóerős és 1,5 literes 70 lóerős motorral árulták. A bogárhoz képest a Golfban már vízhűtéses motor dolgozott, s az autó hátuljában már a csomagtartót találta a vásárló. A motor ugyanis átkerült az autó orrába. Az első Golfot, miután a prototípust maga Giorgetto Giugiaro szabta át, 1974 májusában, Münchenben mutatták be. A kínálat 3 és 5 ajtós ferde hátú, valamint kabrió kivitelből állt, de a kocsi alapján készült el a Caddy nevű áruszállító típus is. 1976-ban jelent meg a kultuszt teremtő GTI változat, 1,6 literes, 110 lóerős motorral. Ebben az évben kerül piacra dízelmotoros Golf is, amely két literrel kevesebb üzemanyagot fogyasztott 100 kilométeren, mint társai. Amerikában Rabbit néven vált ismertté. A Volkswagen csinált egy kétéltű, vízen úszó változatot is 1983-ra egy Golf Cabrioból, de a See Golfnak elnevezett kocsi lényegében megmaradt prototípusnak.

## A második generáció (MK2/A2, Type 19E/1G;1983–1992)

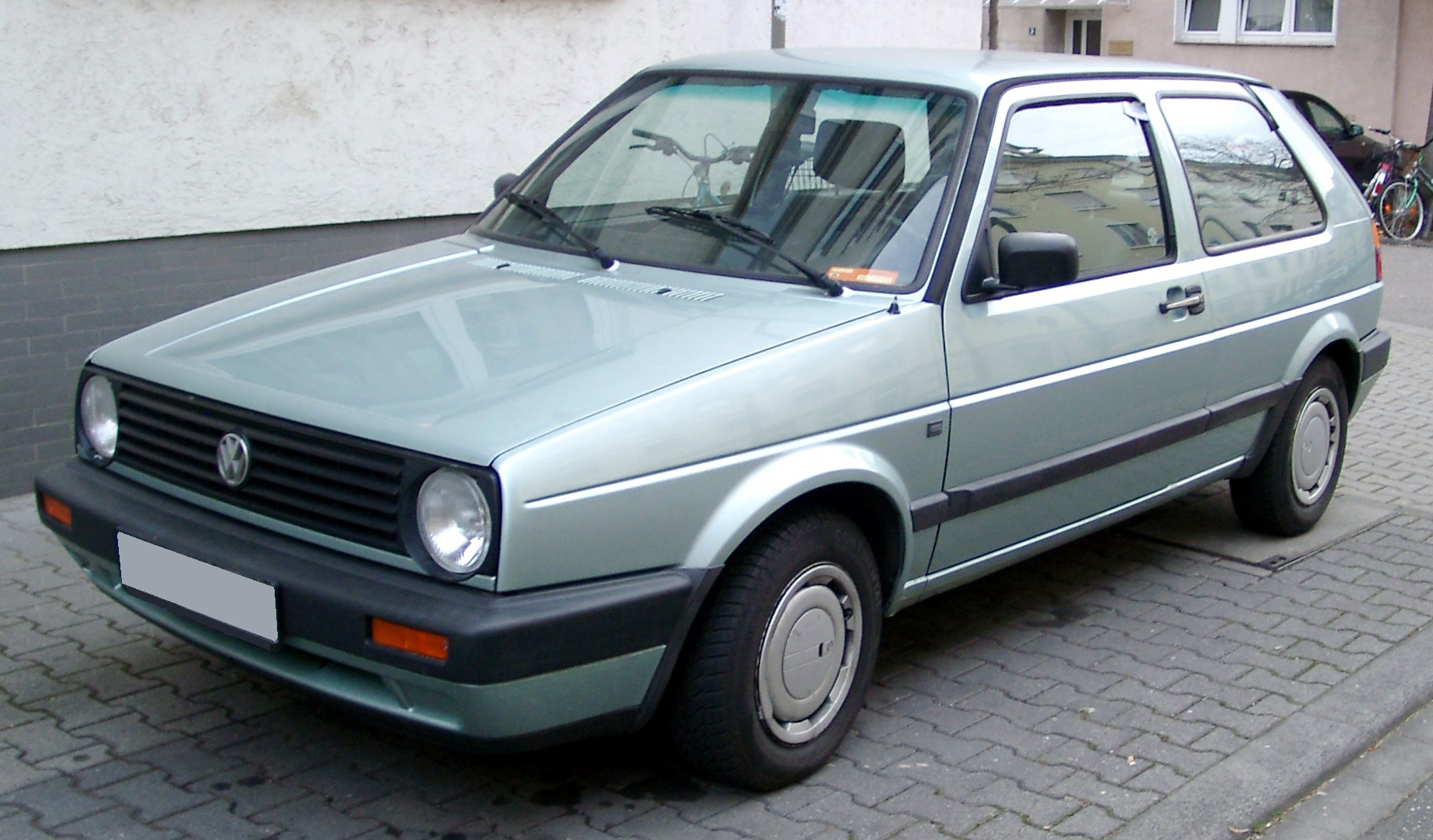
Volkswagen Golf II 1983–1992

1983 augusztusában mutatták be a második generációs Golfot. A forma az előző generációra hasonlított, de méreteiben megnőtt az autó. Ebből is volt 3 és 5 ajtós változat, de kabrió nem készült. Teljesen új, csatolt lengőkaros hátsó futóművet kapott. A motorpalettát is bővítették: 1,3 literes 55 LE; 1,6 literes 75 LE; 1,8 literes 90 LE-s karburátoros benzinmotorokból valamint 54 LE-s szívó- és 70 LE-s turbódízel motorokból választhatott a vásárló.
A második generációból számtalan újítás készült. 1986 áprilisában bemutatták a syncro névre hallgató vysco kuplunggal felszerelt verziót. Hamarosan bemutatták a Rallye Golfot, 160 LE-s G-töltős motorral szerelték fel, és onnan lehet felismerni, hogy sárvédő szélesítéseket kapott, valamint téglalap alakú lámpákkal árulták. 1989 nyarán mutatták be a Golf Limitedet, melyet már 5 ajtósan is lehetett rendelni. 1,8 literes G-töltős, 16 szelepes motor 210 LE leadására volt képes. Mindössze 70 darab készült belőle. 1989-ben a GTD névre keresztelt dízelmotort új töltőlevegő-hűtőt kapott, melynek köszönhetően 80 LE-re erősödött. 

### Golf Country

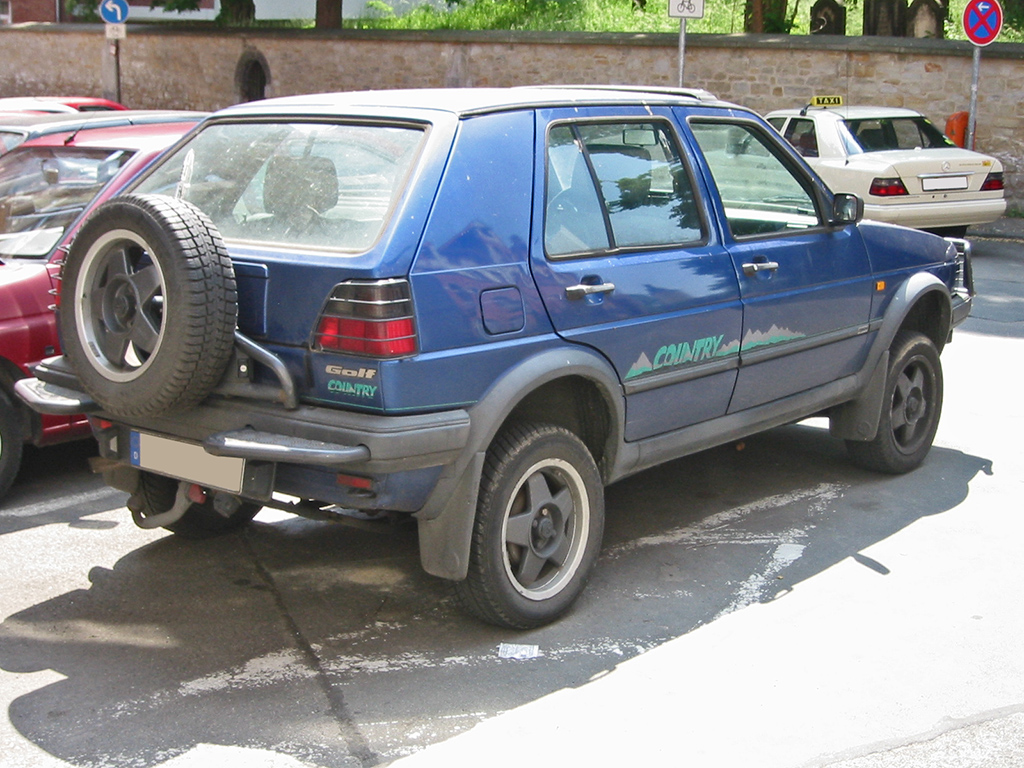
Volkswagen Golf Country

1990 januárjában mutatták be az eddigi legkülönlegesebb modellt, a Golf Countryt, mely a Steyr-Puch-hal közösen készült. Különös ismertetőjegyei, hogy karosszériája közé távtartókat építettek, s ezzel a szabad magasság jelentősen nőtt, némi terepjáróképességet eredményezve. Az autó aljára védőelemeket építettek, az orrára pedig egy nagyméretű ütközőt (gallytörőt) szereltek. A pótkerék az autó hátsó lökhárítóján volt egy oldalra nyíló keretre ráerősítve. Csak 5 ajtós változatban készült. A kocsi nem volt túl sikeres, mert már a generációja végén jelent csak meg, mindössze egyfajta motorral, így ilyen látványosan módosított modellel többé nem próbálkoztak.

## A harmadik generáció (MK3/A3, Type 1H/1E/1V;1991–1998)

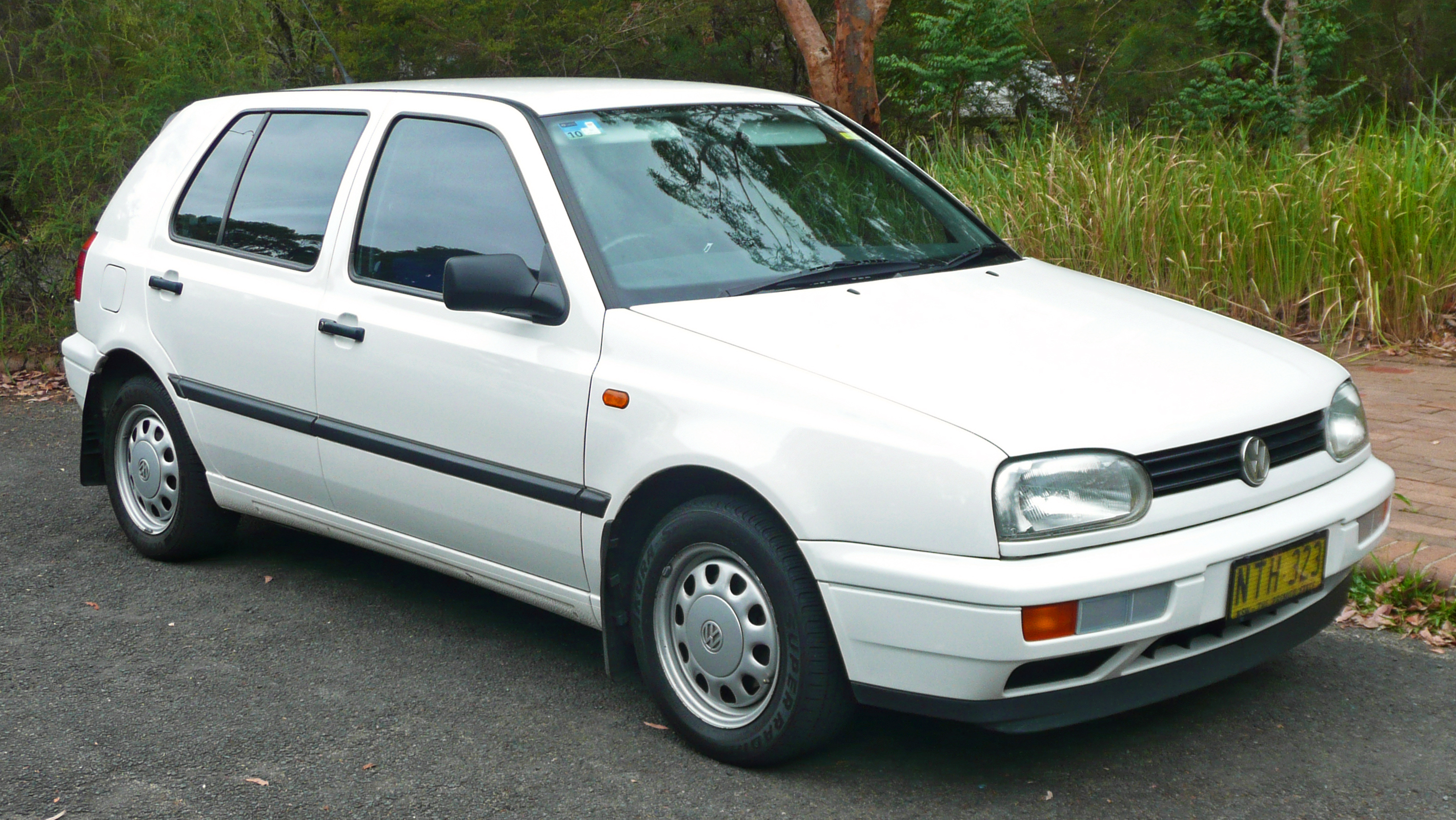
Volkswagen Golf III 1991–1999

1991-ben mutatták be a harmadik generációs Golfot, lekerekített formák, tágasabb tér és halkabb dízelmotor jellemezte. Forróviaszos üregvédelem, gondosan megtervezett elektronika. Novembertől volt kapható VR6-os jelzéssel. Ezt a modellt 174 LE-s motorral lehetett kapni. Ennél a szériánál vezették be a VR6-ot. VR6-os motorok tulajdonsága a szűk hengerszögű V6-os motor. 1992-ben a hármas széria elnyerte az év autója díjat. Kezdetben ez a kocsi is csak 3 és 5 ajtóval volt kapható, 1993-ban viszont a Golf III Variant verziót is bemutatták a sajtónak, mely az első kombi Golf lett. (A Golf limuzinjának egy másik párhuzamosan gyártott modell, a Jetta volt megfeleltethető.) 1993-ban pedig újra megjelent a cabriolet változat. Az ebben az időben megjelent Volkswagen Polo Harlekin, vagyis a Polo különböző színű karosszériaelemes változatának mintájára kiadtak a Golfból is egy Harlekin szériát az amerikai piacra, de a színes kocsi ott messze nem volt akkora siker: a Polo Harlekin 4000 darabos európai sikere ellenére a Golf Harlekinből alig 300 darab talált gazdára Amerikában; akadt olyan is, amit utólag egyszínűre alakítottak, hogy jobban eladható legyen. A mára ritka többszínű Golf utóbb már nagyobb megbecsültséget nyert. A típusból 1994-ben készült egy Pink Floyd Edition nevű változat is, aminek apropóját az adta, hogy a Volkswagen támogatta az együttes ekkor kiadott The Division Bell című albumuk köré szervezett koncertjét. A kocsi csak szolid módosításokat kapott, főleg az együttes nevével készült dekorációkat.

### Motorválaszték
- dízelmotor: 64-110 LE, 1896 cm³
- benzinmotor: 65-190 LE, 1391-2861 cm³

## A negyedik generáció (MK4/A4, Type 1J;1997–2003)

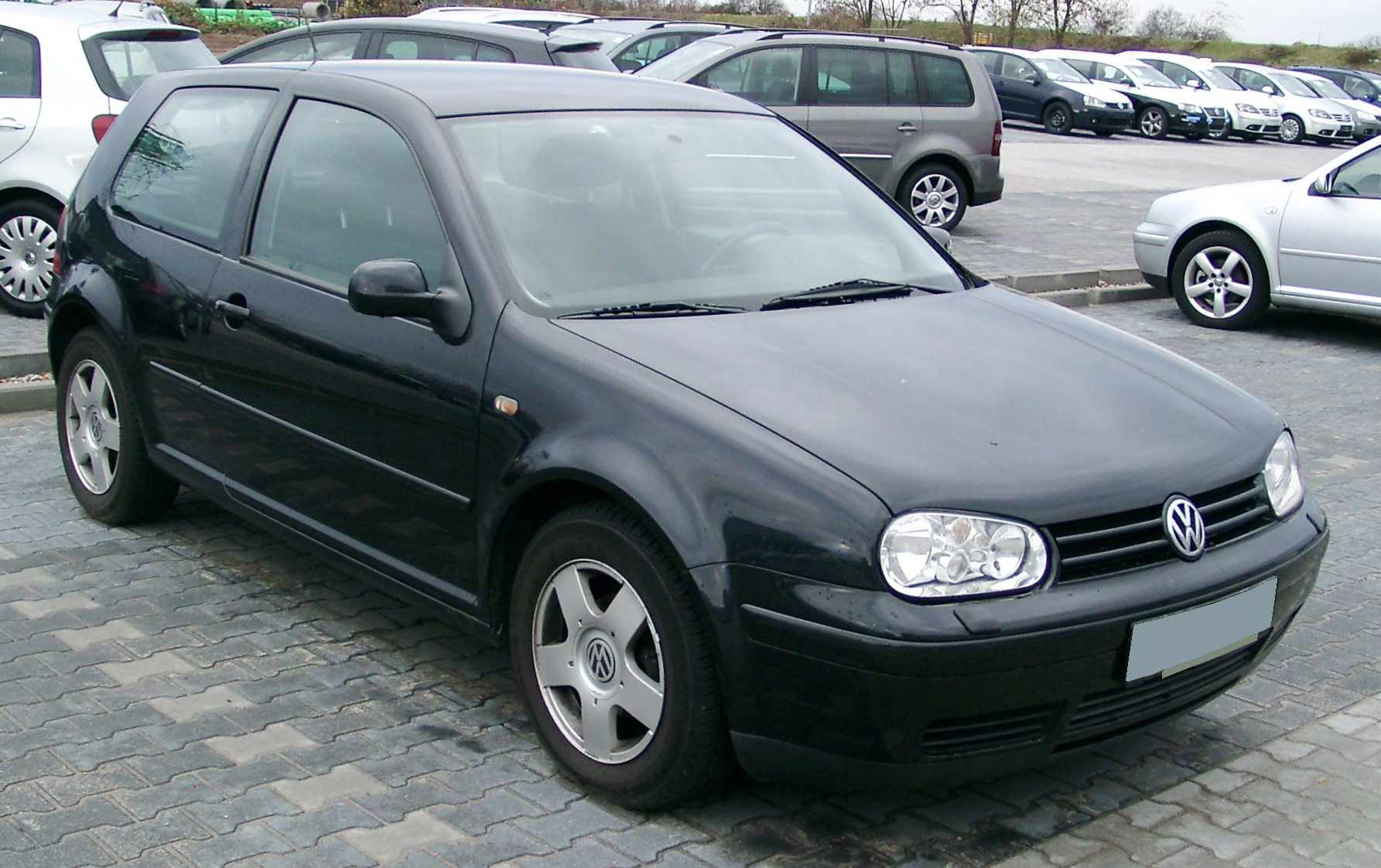
Volkswagen Golf IV 1997–2003

1997 augusztusában debütált az új, negyedik széria. A 3 és 5 ajtós verzió mellett a kombi is kapható volt, de kabriót már nem gyártottak. Az új generáció sport verziója R32 névre hallgatott (a VR6 utódja), 241 lóerős motorja 6,6 másodperc alatt gyorsította az autót 100 km/h-ra. Az új modell főleg minőségérzetben változott. Kisebbek lettek a lámpák, szebbek lettek az illesztések és igényesebb belső tér jellemezte a modellt.

### Motorválaszték
- dízelmotor: 68-150 LE, 1896 cm³
- benzinmotor: 75-250 LE, 1390-3189 cm³

## Az ötödik generáció (MK5/A5, Type 1K;2003–2008)

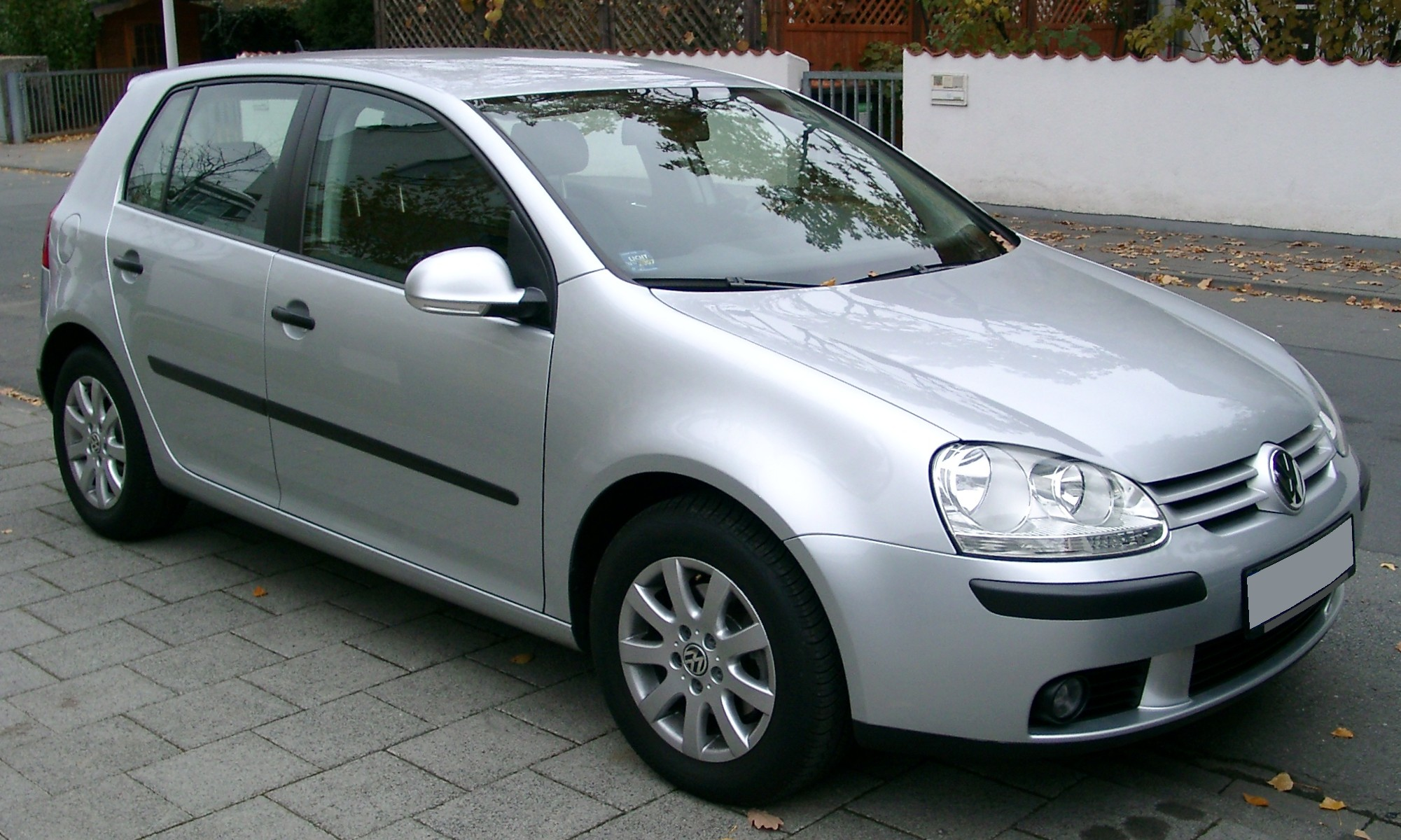
Volkswagen Golf V 2003–2008

2003-ban mutatták be az alapjában megújult ötödik generációs Golfot. Az addig használatos olcsóbb csatolt hosszlengőkar helyett független hátsó felfüggesztést kapott. Az autót Walter de'Silva és csapata tervezte, az előző generációt dolgozták át. A végeredmény a sajtó szerint az új formaterv gyávára és unalmasra sikeredett. A 3 és 5 ajtós, majd a 2007-ben bemutatott kombi verzió (Golf Variant) mellett megjelent a Golf MPV is, ami a kocsi nagyobb 5 ajtós „minivan” verziója volt. Az autó minőség és tágasabb tér tekintetében ismét fejlődött.

### Motorválaszték
- dízelmotor: 90-170 LE, 1896-1968 cm³
- benzinmotor: 75-250 LE, 1390-3189 cm³

## A hatodik generáció (MK6/A6, Type 5K;2008–2012)

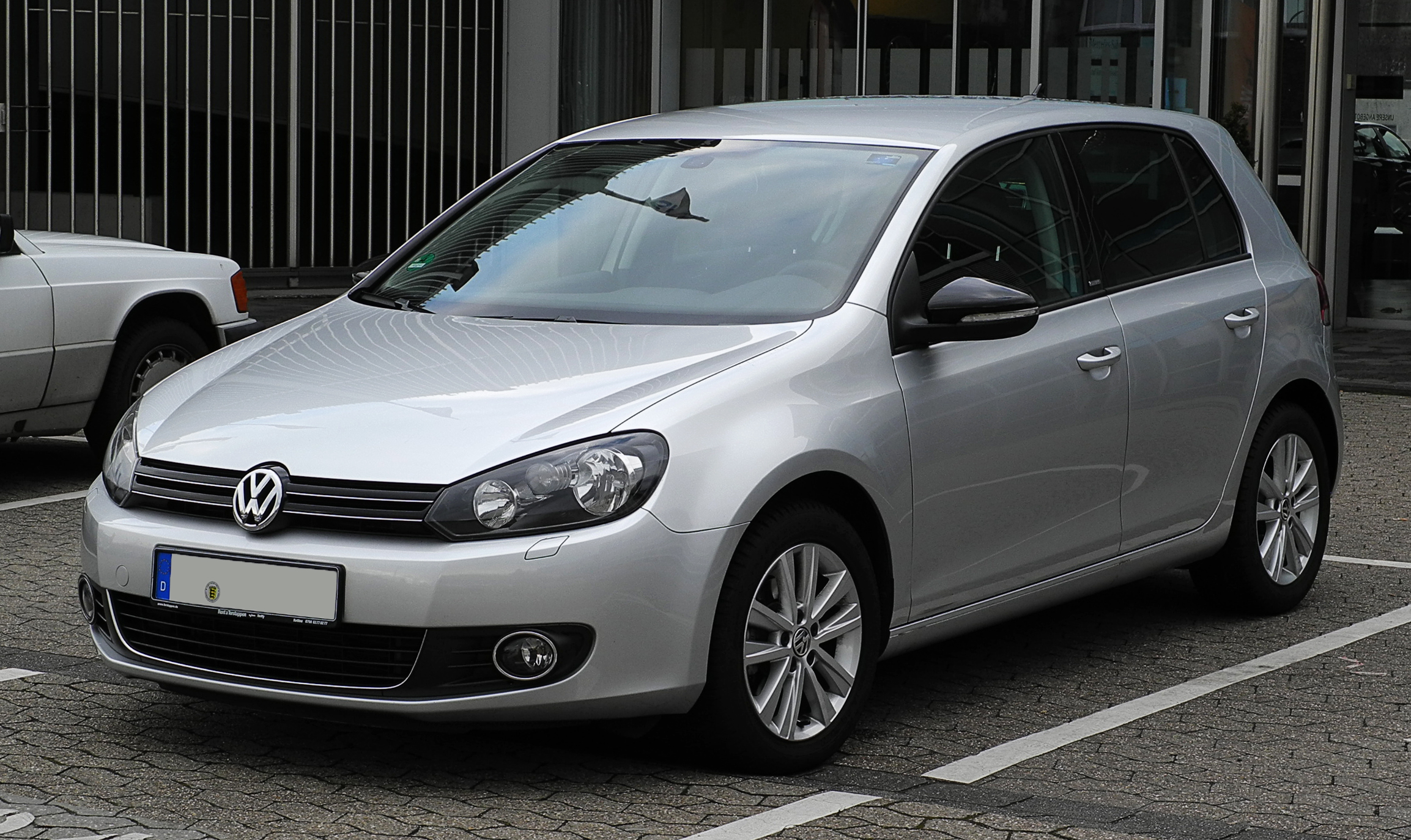
Volkswagen Golf VI 2010–2012

2008-as párizsi autószalonon mutatkozott be a hatodik generáció. Az autó tervezésénél Walter de'Silva az előző generációkat, főleg az egyes és a négyes modell formaterveit használta fel. Az új forma, tágas tér és a kedvező fogyasztású motoroknak köszönhetően a hatos Golf elnyerte a világ év autója díjat. Itt jelent meg először minden egy modellciklusban, amit a Golf addig gyártott: 3 és 5 ajtós, kombi, MPV, és a kabrió is újra megjelent a kínálatban.

### Motorválaszték
- dízelmotor: 75-170 LE, 1598-1968 cm³
- benzinmotor: 80-270 LE, 1197-1984 cm³

## A hetedik generáció (MK7/MQB, Type 5G;2012–2019)

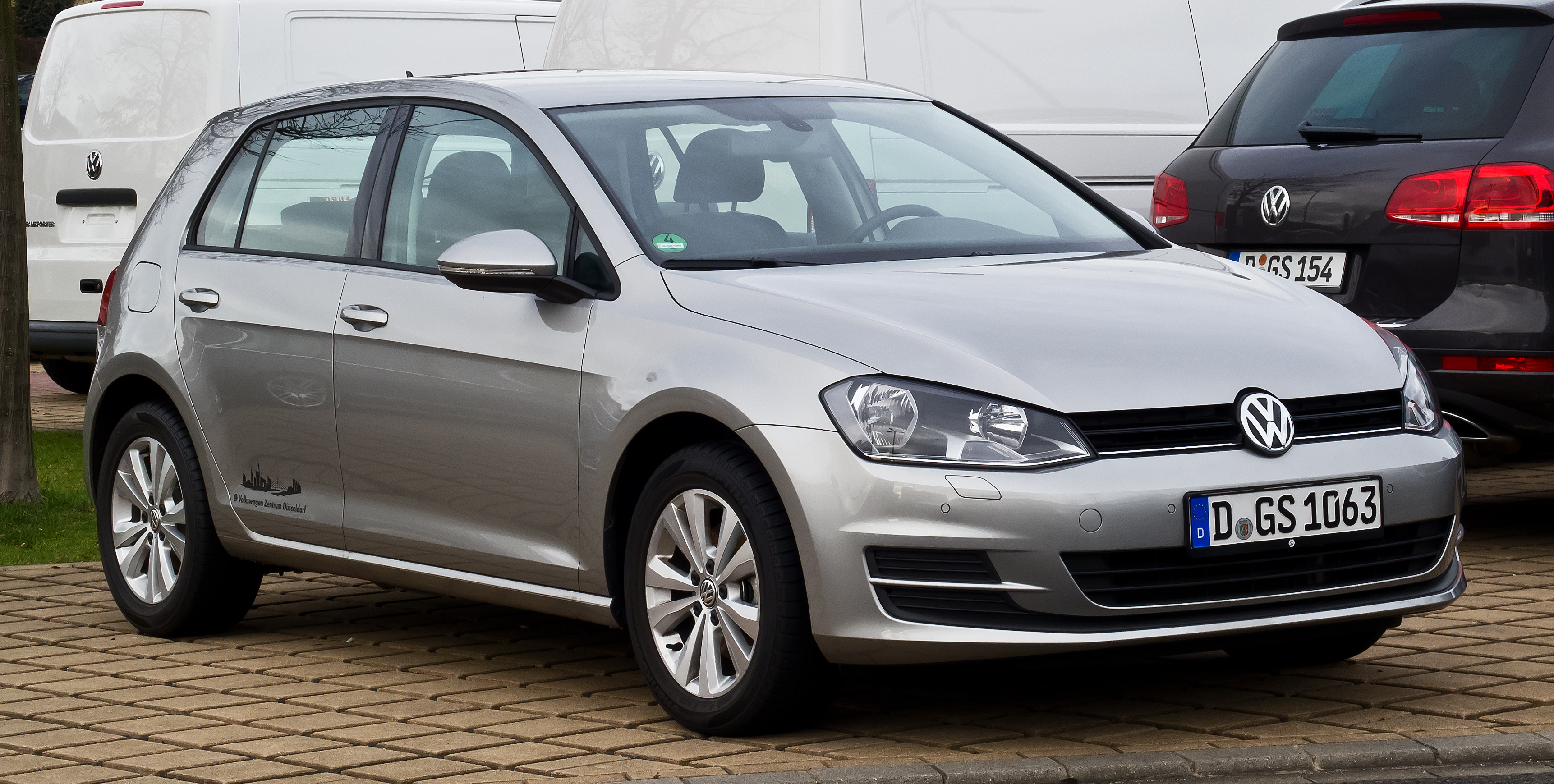
Volkswagen Golf VII 2012-2019

A 2012-es párizsi autószalonon mutatták be a hetedik generációt. A modell a VW-konszern új MQB-platformjára épül. Az autó formája jelentősen különbözött az előző két generációétól. A 3 és 5 ajtós, kombi, valamint az itt már Sportsvannak átkereszrelt MPV modellek mellől végleg kikerült a kabrió a gyártásból.

### Motorválaszték
- dízelmotor: 77-184 LE, 1,6-2,0 l
- benzinmotor: 85-360 LE, 1,0-2,0 l
- hibrid: 204LE
- elektromos: 136 LE

## A nyolcadik generáció (Mk8/MQB;2019–jelen)

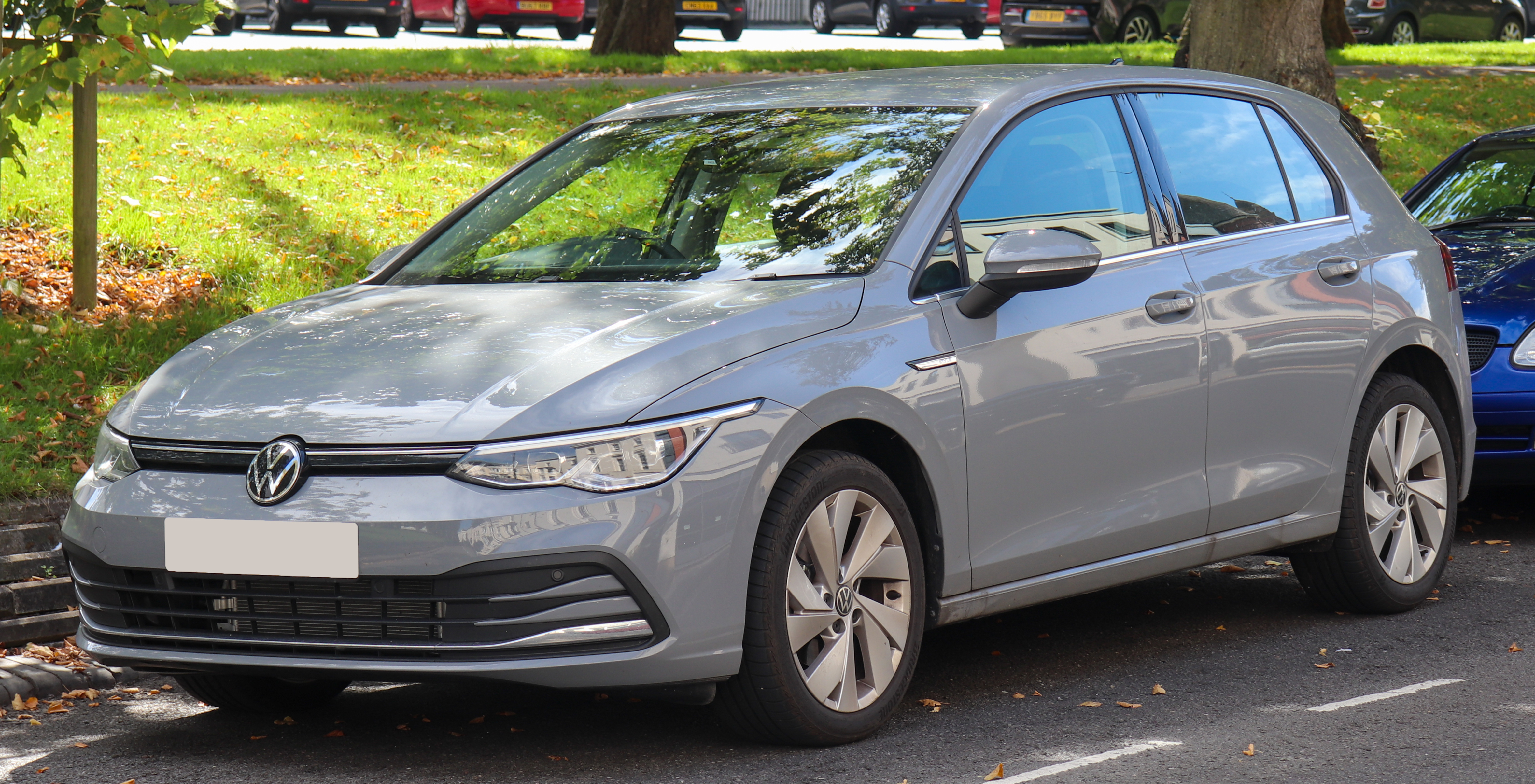
Volkswagen Golf VIII 2019-től

2019. október 24-én mutattak be Wolfsburgban a Golf nyolcadik generációját. A kocsi az előző modell alvázára épült. Számos új korszerű kényelmi és biztonsági elektronikai segédeszköz került beépítésre. A háromféle benzin és a szintén háromféle dízel motorok mellett ötféle hibridmeghajtás közül is lehet választani. A kocsi kezdetben kizárólag 5 ajtós változatban volt kapható, a piaci változások miatt a Golf is leállt a 3 ajtós változatok gyártásával, ahogy már Sportsvan sincs, de 2020 óta lett kombi változat, aminek terepesített kivitele is készült Alltrack néven, állandó összkerékhajtással, ez utóbbi 2021-től kapható. Később egy szoftverhiba miatt átmenetileg leállították a kocsi értékesítését, majd egy összehasonlítást végezve az előző generációval kiderült, hogy az újabb autóról számos praktikus megoldást „lespóroltak”, ami a hetedik generáción megvolt. 2020 februárjában jelent meg először ennek a generációnak a GTI változata. 2022-ben készült el ebből a szériából az addigi legerősebb gyári Golf, a Golf R, ami 320 lóerős teljesítményt és lekorlátozott 270 km/h-s végsebességet mondhatott magáénak, ezt még ugyanabban az évben követte egy még erősebb típus Golf R 20 Years névvel, aminek még erősebb, 333 lóerős teljesítménye lett, a következő évben pedig egy ehhez hasonlóan 333 lóerős típus, a Golf R 333 Limited Edition mind a limitált 333 példánya nyolc perc alatt elkelt. 2024 januárjában némi frissítés történt a sorozat életében, aminek apropója a Golf 50. születésnapja, ennek keretén belül a GTI verzió is megújult. 2024 májusára jelent meg itthon is a nyolcas Golf faceliftelt változata. A megújított Golfból szintén készült Golf R nevű gyári 333 lóerős változat, a különbség, hogy ez a sima ötajtós változat mellett Variant változatban is elérhető. A legnagyobb sebessége szintén korlátozott, ez csomagtól függően 250 vagy 270 km/h lehet.

### Motorválaszték
- dízelmotor: 90-184 LE
- benzinmotor: 115-333 LE
- hibrid: 110-245 LE

## Golf GTI
Az első GTI-t két évvel az első Golf megjelenése után, 1976-ban mutatták be, létrehozva ezzel a kompakt sportlimuzinok kategóriáját. Eredeti tervek szerint az első szériát csak korlátozott számban lehetett volna kapni, de a rendkívül nagy érdeklődés miatt a Volkswagen-termékkínálat állandó részévé vált. Az első GTI 1,6 literes motorja 110 LE leadására volt képes. Az autó funkcionalitása, vezetési élménye és hétköznapi használatra való alkalmassága megteremtette a "GTI mítosz" alapjait.

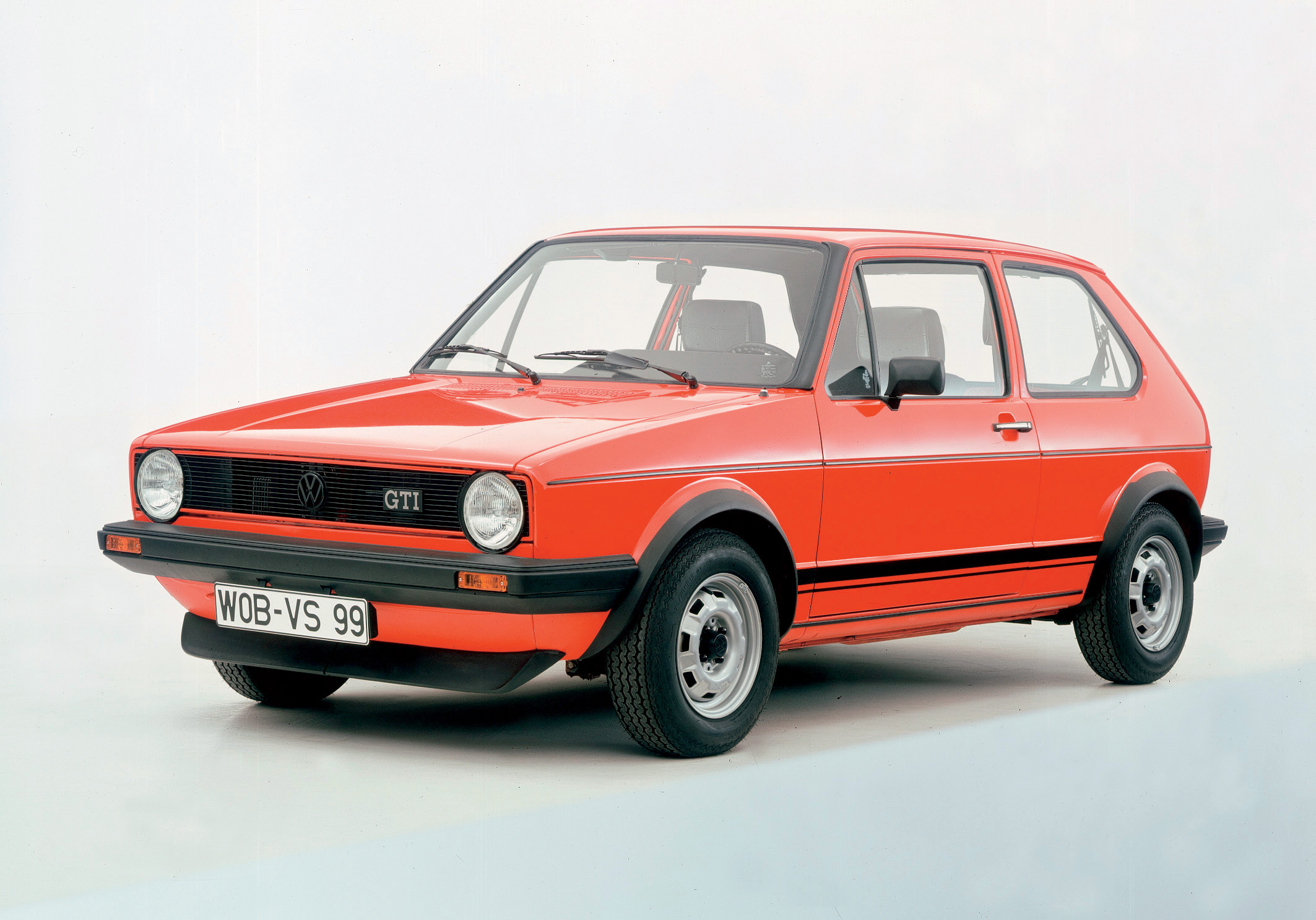
Golf GTI Mk I
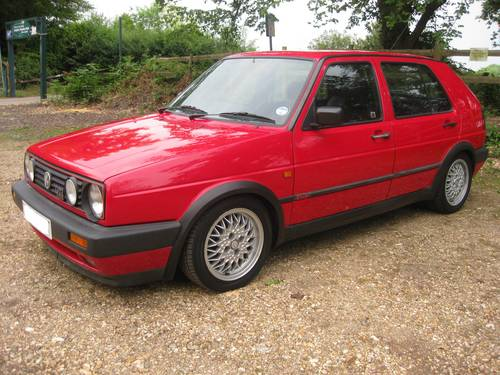
Golf GTI Mk II
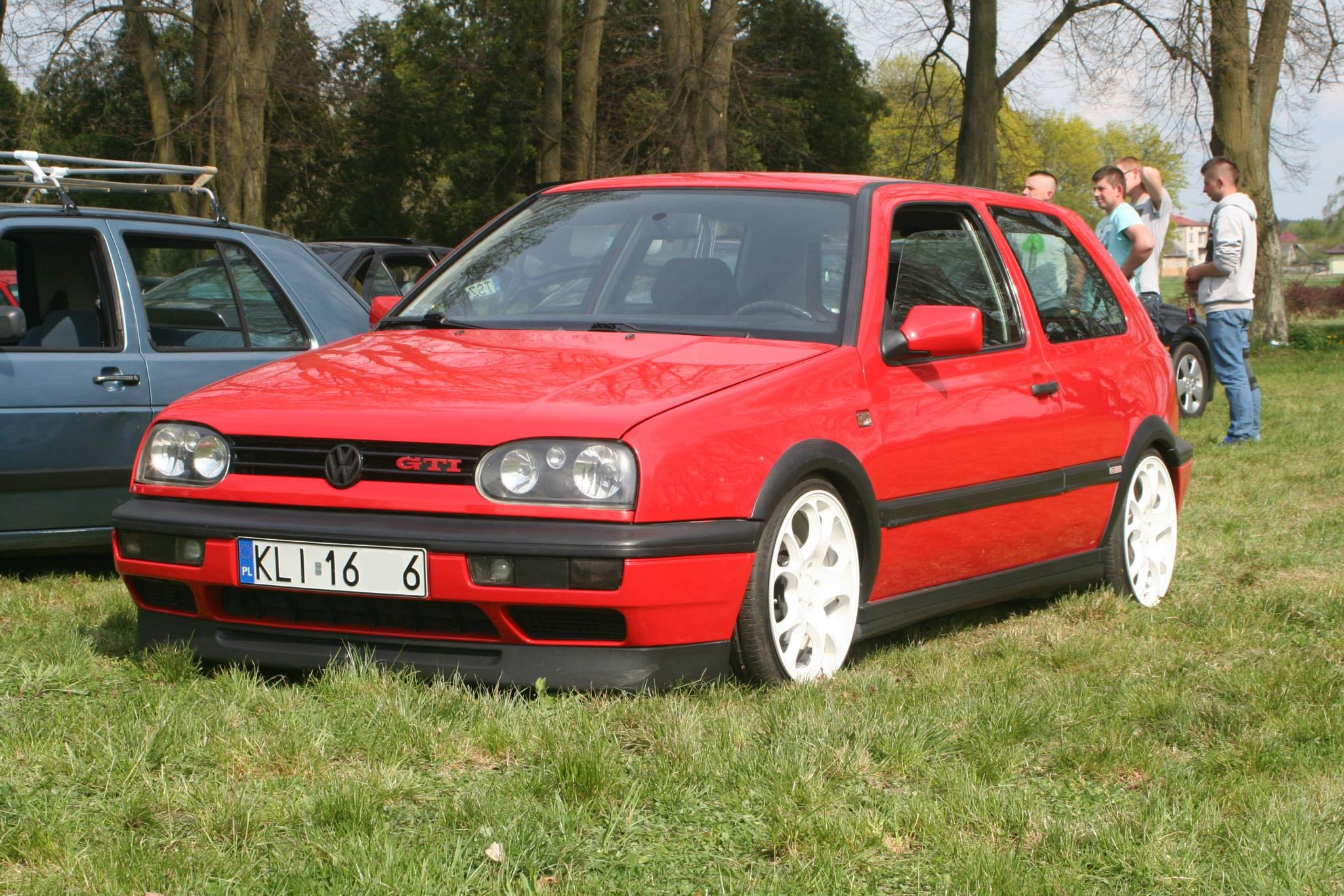
Golf GTI Mk III
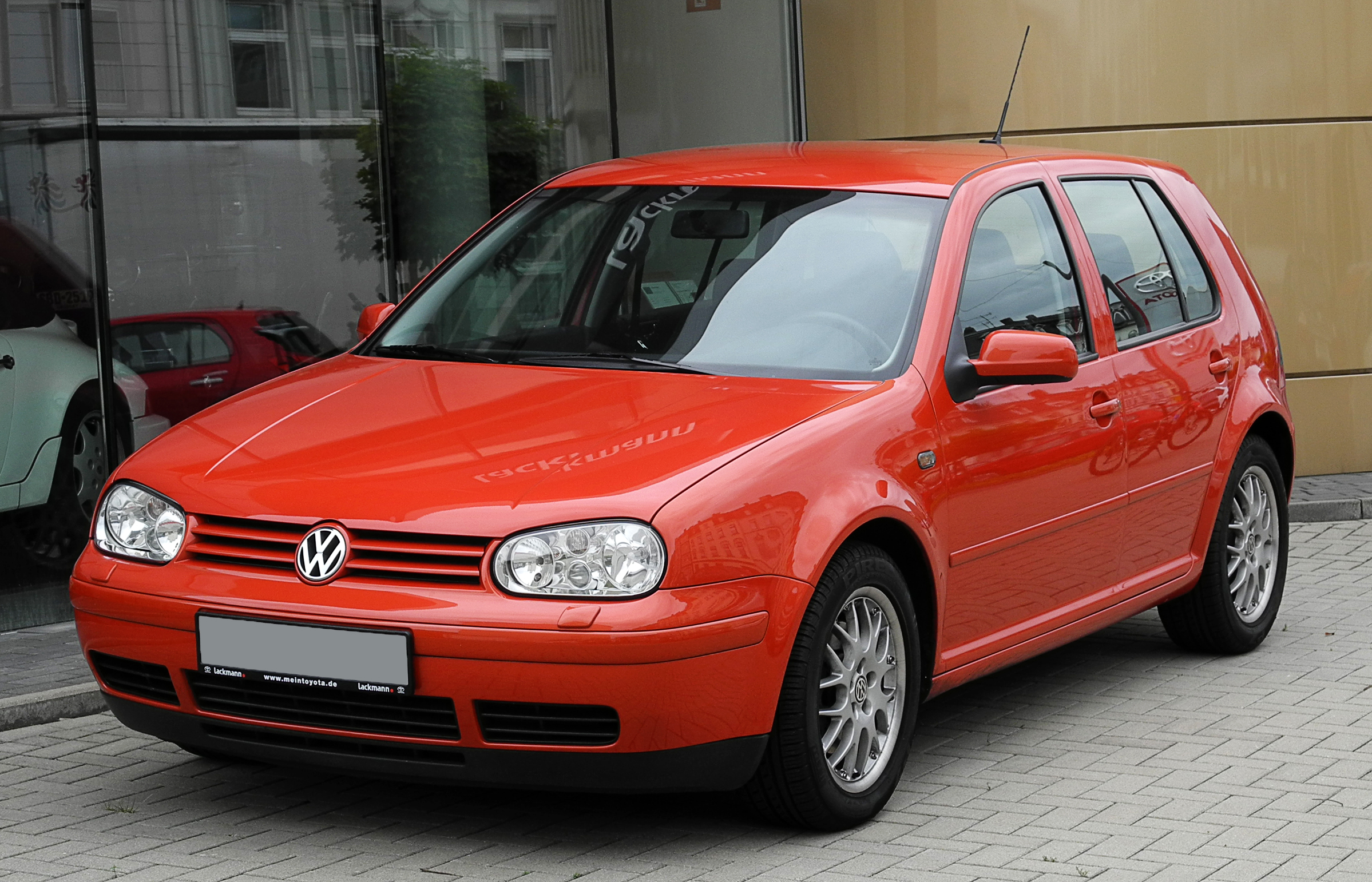
Golf GTI Mk IV
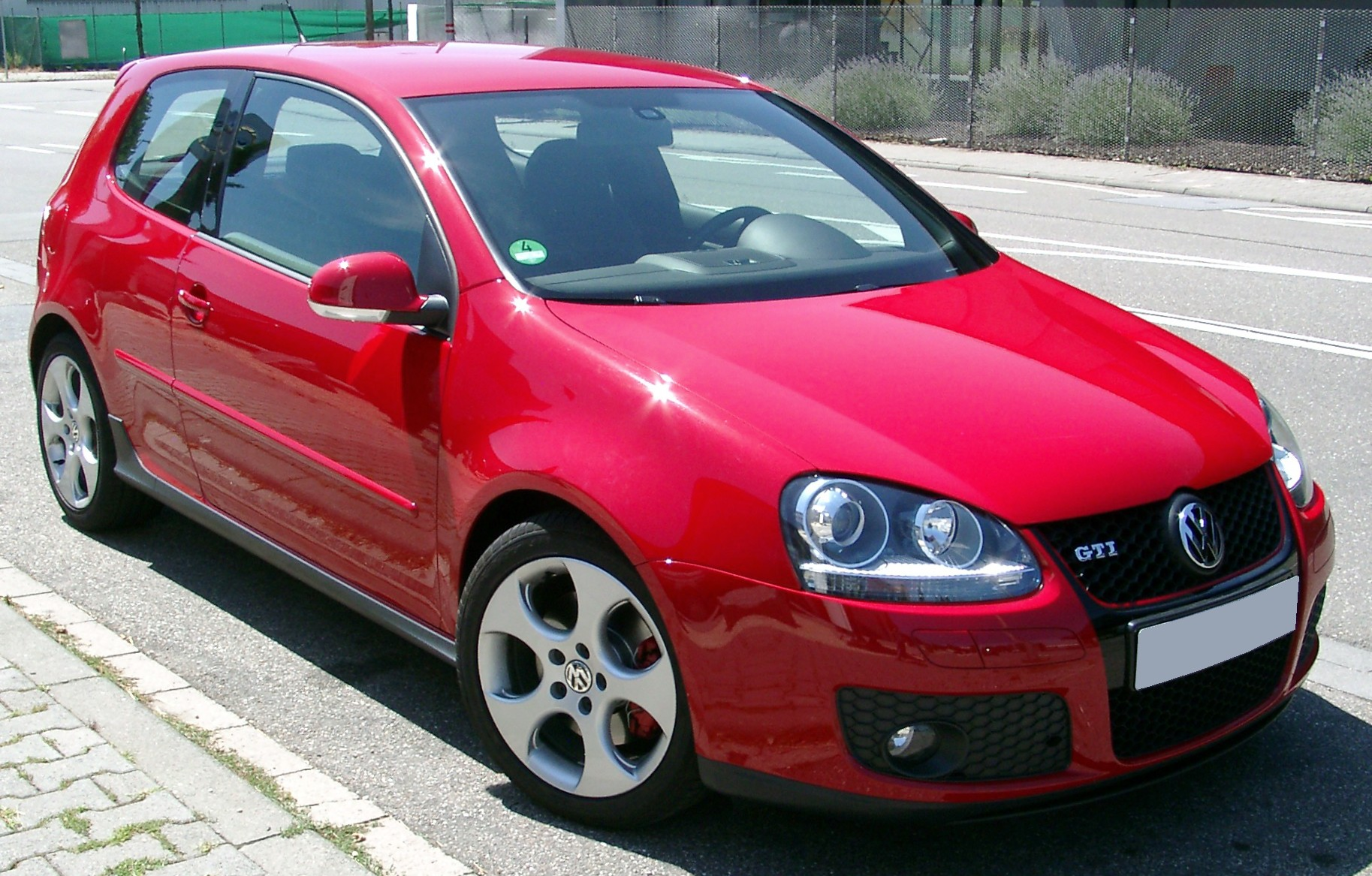
Golf GTI Mk V
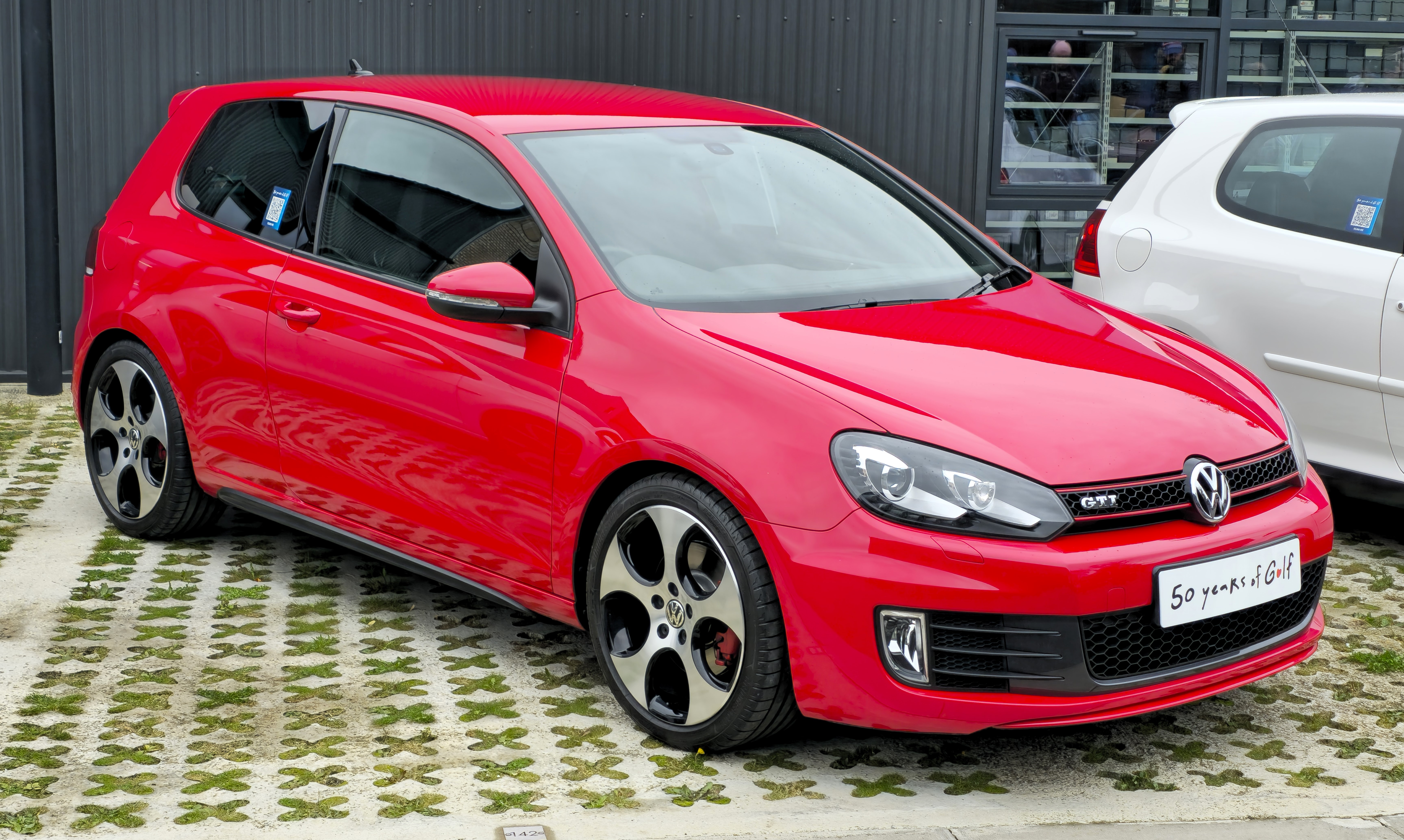
Golf GTI Mk VI
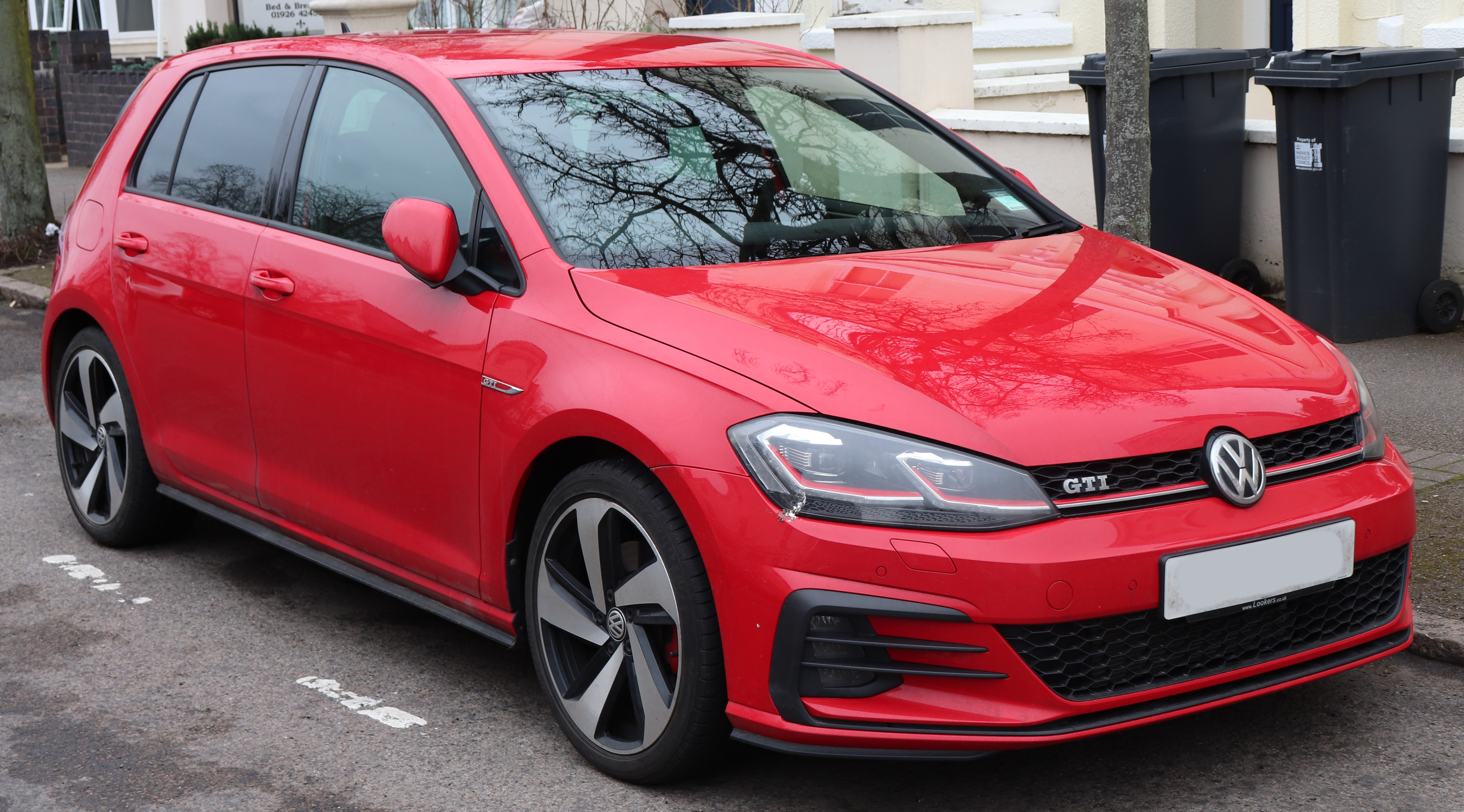
Golf GTI Mk VII
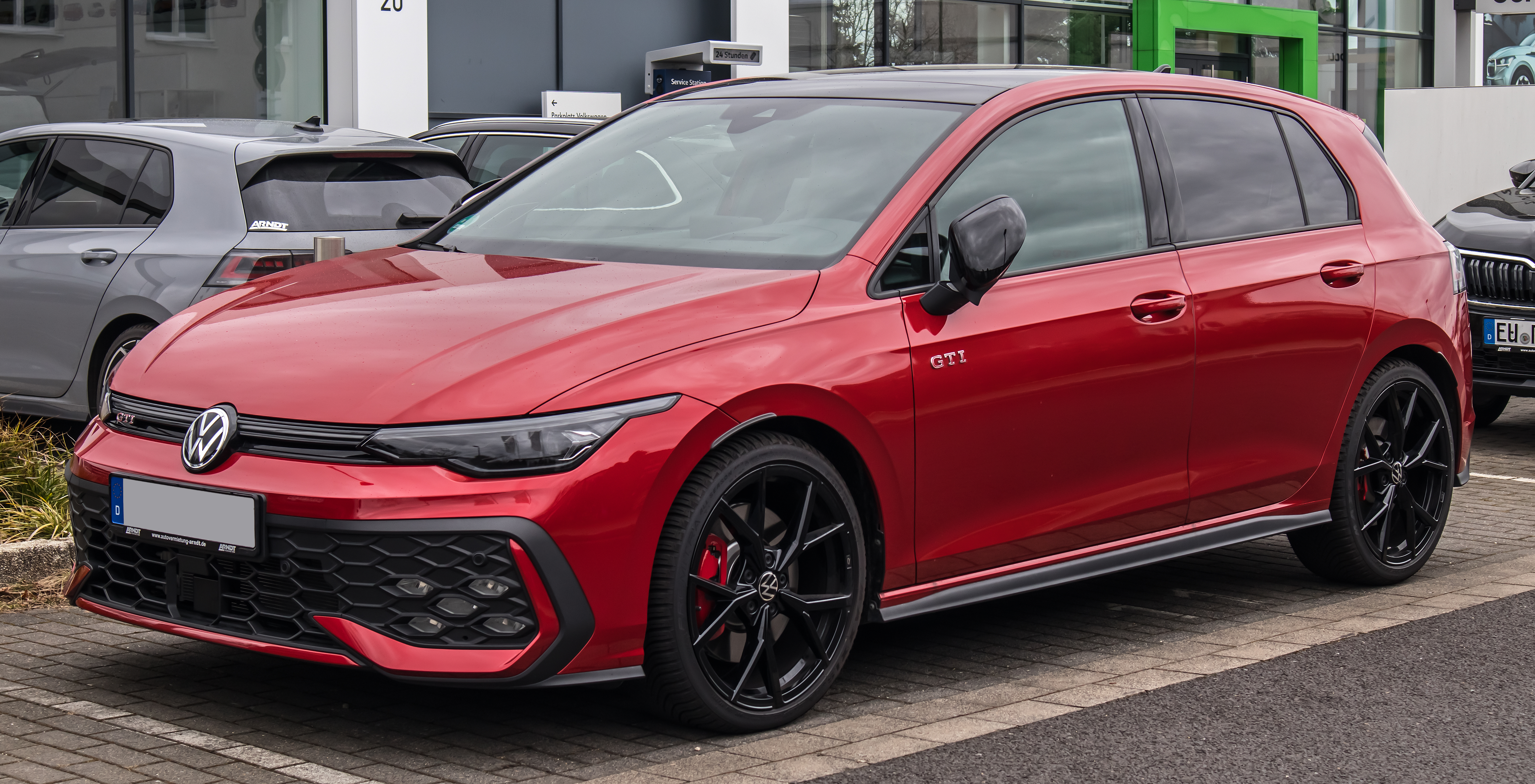
Golf GTI Mk VIII

## A Golf gumiabroncsai
A Volkswagen Golfra való gumiabroncsok a modelltől függően 175 70 R13 82T és 235 35 R19 91Y között helyezkednek el. A Golfra gyárilag nem szerelnek fel lépcsőzetes abroncsokat, így az azokban ajánlott gumiabroncsnyomás mind a négy kerékre 1,9-től 2,7 barig terjedhet attól függően, hogy 1-es vagy 7-es Golfról van szó.

## Búcsú a típustól
Thomas Schäfer, a Volkswagen akkori vezérigazgatója 2023 tavaszán árulta el, hogy több más VW modellel együtt, mint a Passat, T-Roc vagy Tiguan, a Golf gyártását is befejezik a 8. generációval, ennek oka, hogy a vállalat a jövőben új, elektromos típusok gyártásában gondolkodik, amik új fejlesztésű autókat is jelentenek – a Golf esetében a Volkswagen ID.3-at –, ugyanakkor nem zárta ki azt sem, hogy később esetleg visszatérjen a Golf a kínálatba.

## Fordítás
Ez a szócikk részben vagy egészben  a   Volkswagen Golf című angol Wikipédia-szócikk fordításán alapul.  Az eredeti cikk szerkesztőit annak laptörténete sorolja fel. Ez a jelzés csupán a megfogalmazás eredetét és a szerzői jogokat jelzi, nem szolgál a cikkben szereplő információk forrásmegjelöléseként.